# أرشيبالد كامبل (سياسي)
أرشيبالد كامبل (بالإنجليزية: Archibald Campbell, 9th Earl of Argyll) (و. 1629 – 1685 م) هو سياسي إسكتلندي، وكان عضوًا في الجمعية الملكية، توفي في إدنبرة، عن عمر يناهز 56 عاماً، بسبب قطع الرأس.

## التعليم
تعلم في جامعة غلاسكو.

## جوائز
حصل على جوائز منها:
- زميل في الجمعية الملكية.

## روابط خارجية
- أرشيبالد كامبل على موقع الموسوعة البريطانية (الإنجليزية)